# Jezioro Łąkie (powiat gdański)
Jezioro Łąkie – przepływowe jezioro rynnowe na Pojezierzu Kaszubskim, na południowy zachód od wsi Przywidz w województwie pomorskim, w powiecie gdańskim, w gminie Przywidz. Zachodni i południowy brzeg jeziora wyznaczał do 1 września 1939 granicę między Wolnym Miastem Gdańsk i II Rzecząpospolitą (akwen znajdował się całkowicie na obszarze powiatu Danziger Höhe).
Powierzchnia całkowita: 39,75 ha.